# Samuel Baker House (Elfers, Florida)
Das 1882 errichtete Samuel Baker House ist ein historisches Haus in Elfers in Pasco County im US-Bundesstaat Florida. Es liegt an der Moog Road auf Nummer 5744. Auf der gleichen Adresse gelistet ist ebenfalls das historische Charles B. Anderson House.
1937 erwarb Charles B. Anderson das „Samuel Baker House“ und errichtete etwa 45 Meter östlich das „Charles B. Anderson House“. Fortan waren beide Häuser als „Anderson-Baker House“ bekannt.
Es wurde am 14. Februar 1997 in das National Register of Historic Places aufgenommen.
Nachdem das Haus umrestauriert wurde, ist es von Oktober bis Mai als Museum zu besichtigen.